# Carl August Sahrer von Sahr
Carl August Sahrer von Sahr (* 23. August 1711; † 30. April 1779 in Königsfeld) war ein sächsischer Kreishauptmann und Rittergutsbesitzer.

## Leben
Er stammte aus dem sächsischen Adelsgeschlecht Sahrer von Sahr und wurde Besitzer des Rittergutes Königsfeld.
Sahrer von Sahr war von 1775 bis zu seinem Tod 1779 Kreishauptmann des Leipziger Kreises zur Ausführung von Spezialaufträgen. Er stand an der Seite der regulären Kreishauptmanns Ludwig Carl von Pöllnitz
Carl Wilhelm Sahrer von Sahr war sein Sohn.